# UMS-4110
UMS-4110CLは、オランダのタレス・アンダーウォーター・システムズ社とイギリスのSELEX社が開発した5キロヘルツ級の低周波ソナー。主として大型の水上戦闘艦に搭載される。
イギリスの2050型ソナー（23型フリゲート搭載）とフランスのスフェリオン・ソナーを発展させて開発されている。使用する周波数は、アクティブ・モードでは4,600〜6,100ヘルツ、パッシブ・モードでは4,200〜6,100ヘルツである。送信するパルスは、逆双曲周波数変調方式と連続波方式、およびその複合型を選択できる。CAPTAS可変深度ソナーと組み合わせることで統合対潜戦システムを構築することが可能である。また、対潜戦だけでなく水中障害物（魚雷・機雷など）に対する探知能力も備えており、この場合は艦首両舷90度を探知できる。

## 搭載艦艇
- PAAMS搭載艦（ホライズン計画艦など）
  -  フランス海軍 - フォルバン級駆逐艦
  -  イタリア海軍 - アンドレア・ドーリア級駆逐艦
- FREMM計画艦
  -  フランス海軍 - アキテーヌ級駆逐艦
  -  イタリア海軍 - カルロ・ベルガミーニ級フリゲート
  -  モロッコ海軍 - 「ムハンマド6世」
- イージスシステム搭載艦
  -  スペイン海軍 - ボニファス級フリゲート